# Precis natalensis
Precis natalensis är en fjärilsart som beskrevs av Otto Staudinger 1885. Precis natalensis ingår i släktet Precis och familjen praktfjärilar. Inga underarter finns listade i Catalogue of Life.